# Kevin Sites
Kevin Sites är en rutinerad och erfaren krigskorrespondent som har besökt de flesta krigshärdar. Sites jobbade tidigare för NBC News, men tröttnade på att nyhetsinslagen oftast skulle ha en amerikansk koppling.
Efter att ha bevittnat och dessutom ha spelat in en amerikansk marinkårssoldats avrättning av en irakisk motståndsman vid en attack mot en moské, och nyheten censurerades av NBC, så valde Sites att lägga ut filmklippet på Youtube.
Detta blev börjat till Kevin Sites nya jobb, som krigkorrespondent på Yahoo News, med målet att täcka in fler oroshärdar, utan att amerikanska soldater nödvändigtvis måste finnas där.